# Henri Laoust
Henri Ernest Émile Laoust (geb. 1. April 1905 in Fresnes-sur-Escaut; gest. 12. November 1983 in Rognes) war ein französischer Orientalist, der als Verfasser grundlegender Arbeiten über die hanbalitische Rechts- bzw. Denkschule (z. B. Ibn Taimīya) und die Schismen im Islam hervorgetreten ist.

## Leben und Wirken
Henri Laoust ist der Sohn von Émile Laoust (1876–1952), einem der Pioniere der Berberforschung. Er besuchte die Sekundarschule am Lycée Gouraud in Rabat (Marokko), wo sein Vater Direktor des Institut des hautes études marocaines war, und später das Lycée Louis-le-Grand in Paris. An der École normale supérieure in der Rue d’Ulm absolvierte er Arabisch und unterrichtete zunächst in Constantine (Algerien). Er wurde dann Generalsekretär und darauf Direktor des Institut français d’études arabes in Damaskus (1937–1941). Später lehrte er als Professor an der Universität Lyon (1946–1956) und am Collège de France (wo er seinem Lehrer Louis Massignon nachfolgte) von 1956 bis 1976 (Lehrstuhl für Muslimische Soziologie). 1974 wurde er zum Mitglied der Académie des inscriptions et belles-lettres gewählt. Laoust war auch Mitglied der Arabisch-Akademien in Kairo und Damaskus. Neben zahlreichen Zeitschriftenartikeln, die in französischen und ausländischen Zeitschriften erschienen, ist der Verfasser verschiedener Schriften über die Geschichte des arabisch-muslimischen Denkens (al-Māwardī, Ahmad ibn Hanbal, Ibn Taimīya, Ibn Chaldūn, al-Hillī, al-Baghdādī usw.), darunter vieler Monographien. Zur Encyclopaedia of Islam steuerte er verschiedene Artikel bei.

## Publikationen
- « Le réformisme orthodoxe des «Salafiyya» et les caractères généraux de son orientation actuelle » in Revue des Études Islamiques 6 (1932) 175–224
- Essai sur les doctrines sociales et politiques d'Ibn Taimîya (661/1262-728/1328), Le Caire, IFAO, 1939. (Thèse de doctorat ès-lettres) Digitalisat
- La vie et la philosophie d’Abou- l-'Ala Al-Ma'arri. In: Bulletin d’Etudes Orientales, 10, 1944
- Le Traité de droit public d’Ibn Taimîya (traduction annotée de la Siyâsa shar'îya), Institut français de Damas, 1952. Digitalisat einer Rezension
- Les gouverneurs de Damas sous les premiers ottomans (traduction des annales d’Ibn Tûlûn et d’Ibn Djûm'a), Institut français de Damas, 1952.
- La profession de foi d’ibn Baṭṭa. Damaskus 1958
- Le hanbalisme sous le califat de Bagdad, Paris, Geuthner, 1959.
- “Le hanbalisme sous les Mamlouks bahrides,” Revue des études islamiques, 1960.
- Les schismes dans l’Islam. Introduction à une étude de la religion musulmane. Paris, Payot, 1965. Bibliothèque historique. Digitalisat, verschiedene Neuauflagen.[3]
- “La Critique du Sunnisme dans la doctrine d’al-Ḥillī,” in Revue des études islamiques 34 (1966) 35–60.
- "La pensee et l’action politique d’al-Mawardi (364-450/974-1058)", in: Revue des etudes islamiques XXXVI (36) fascicule 1: Articles et memoires. Paris Geuthner 1968
- La politique de Ghazâlî, Paris, Geuthner, 1970.
- “Les Fondaments de l’Imamat dans le Minhāǰ d’al-Ḥillī” in Revue des études islamiques 46 (1978) 3–55.
- "Šâf'î et le kalâm d'après Râzi" in Recherches d’islamologie: Recueil d’articles offert à Georges C. Anawati et Louis Gardet. Louvain: Éditions Peeters 1978. S. 389–401.
- "Pluralismes dans l’Islam", Paris, Geuthner, 1983.
- (Übers.) Le califat dans la doctrine de Rasid Ridā. Traduction annotée d’"al-Hilâfa au al-Imâma al-’uzmâ" (Le Califat ou l’Imâma suprême). Verlag Jean Maisonneuve, Paris 1986 ISBN 2720010464 (Eine 1. Aufl. Erschien 1938 in der Reihe: Publications de l’Institut Français d’Etudes Arabes de Damas, 14. – Beirut 1938)
- La profession de foi d’Ibn Taimiyya, Geuthner, Paris 1986
- Al-hisba fi al-islam, Traité sur la hisba, Ibn Taymiyya, publié et traduit par H. Laoust. Paris, Geuthner, 1994.